# Make It Mine
Make It Mine è una canzone di Jason Mraz, pubblicata come secondo singolo estratto dal terzo album del cantante We Sing. We Dance. We Steal Things. del 2008.
La canzone è apparsa nella colonna sonora della terza stagione della serie televisiva Brothers & Sisters - Segreti di famiglia il 28 settembre 2008.

## Tracce
1. Make It Mine
2. Only Human (Live At Highline Ballroom)

## Il video
Sono state prodotte due differenti versioni del video musicale di Make It Mine.
Il primo video inizia con il cantante che si sveglia al mattino ed inizia la propria giornata. Nel corso del video il cantante viene mostrato in varie location. La seconda versione del video è stata girata fra Monaco di Baviera e Amsterdam, ed anche in questa seconda versione il cantante viene mostrato in diverse situazioni.

## Classifiche
| Classifica (2008)                      | Posizione più alta |
| -------------------------------------- | ------------------ |
| Svezia                                 | 24                 |
| U.S. Billboard Hot Adult Top 40 Tracks | 34                 |

## Premi
Grammy Awards
2010 - Grammy Award alla miglior interpretazione vocale maschile.